# 長野大橋
長野大橋（ながのおおはし）は、長野県長野市の犀川に架かる国道18号の橋梁。
長野市南部 - 長野市街地のメインルートの1つである。当時周辺には丹波島橋しかなかった犀川渡河のバイパスであるが、現在ではこの橋もまたボトルネックとなり、下流に「新長野大橋」として五輪大橋有料道路が建設された。

## 概要
- 全長：500.3 m
- 幅員：22 m（4車線+両側歩道）
- 標高：336 m
- 構造：連続桁橋

長野市青木島町綱島と川合新田とを結び、長野バイパスと篠ノ井バイパスとを接続している。
市南部 - 市街地間の犀川を越える無料の橋は、長野大橋のほか丹波島橋のみであるため、ボトルネック状態となっている。このため長野市都市計画マスタープランでは、両橋の中間、長野赤十字病院付近の犀川両岸を何らかの形で結ぶ構想も示されている。
橋の南詰の一区画は、橋名に因んで大橋南1丁目・2丁目と町名変更されている（住居表示未施行）。

## 沿革
- 1969年（昭和44年）11月2日 - 長野大橋開通。長野バイパスと接続される。建設費は約19億円[2]。
- 1981年（昭和56年）4月4日 - 篠ノ井バイパスが一部開通（翌年全通）。長野大橋を介して、篠ノ井バイパスと長野バイパスが接続される。
- 1996年（平成8年）12月26日 - 五輪大橋を主体とする五輪大橋有料道路が下流に開通する。